# Pristerophora picipennis
Pristerophora picipennis är en skalbaggsart som beskrevs av Antoine Joseph Jean Solier 1851. Pristerophora picipennis ingår i släktet Pristerophora och familjen Melolonthidae. Inga underarter finns listade i Catalogue of Life.